# Sabanejewia bulgarica
Sabanejewia bulgarica är en fiskart som först beskrevs av Pencho Drensky 1928.  Sabanejewia bulgarica ingår i släktet Sabanejewia och familjen nissögefiskar. IUCN kategoriserar arten globalt som livskraftig. Inga underarter finns listade i Catalogue of Life.